# 부산예술고등학교
부산예술고등학교(釜山藝術高等學校)는 대한민국 부산광역시 금정구 구서동에 위치한 사립 고등학교이다.

## 학교 연혁
- 1985년 12월 30일 : 학교법인 동래학원에서 문교부(현, 교육부) 장관의 학교 설립 인가 취득
- 1986년 3월 1일 : 초대 오재용 교장 취임
- 1986년 3월 10일 : 동래구 복천동 500번지에서 개교, 제1회 입학식 거행
- 1987년 3월 2일 : 부산시 금정구 부곡동 산7-1번지(현, 금정구 체육공원로 20)의 신축 교사로 이전
- 1989년 2월 10일 : 제1회 졸업식을 거행
- 1995년 5월 12일 : 전통 예절관 <벽연재> 개관
- 1995년 5월 30일 : 일신갤러리 개관
- 2022년 3월 1일 : 제13대 김해관 교장 취임
- 2025년 2월 6일 : 제37회 졸업식 거행(356명, 통산 13,859명 음악과  8,273명, 미술과 4,039명, 무용과 1,556명)
- 2025년 3월 4일 : 제40회 입학식 거행

## 설치 학과
- 무용과
- 음악과
- 미술과

## 참고 자료
- 부산예술고등학교 - 한국교육학술정보원 학교알리미